# Thomas Johann Seebeck
Thomas Johann Seebeck (Reval, 9 de abril de 1770 — Berlim, 10 de dezembro de 1831) foi o físico responsável pela descoberta em 1821 do efeito termoeléctrico.

## Vida
Seebeck vem de uma abastada família germano-báltica de comerciantes em Reval (actualmente Tallinn, capital da Estónia). Formou-se em medicina em 1802, na Universidade de Göttingen, optado por física. Entre 1821 a 1823, Seebeck realizou uma série de experimentos tentando entender os resultados encontrados por Ørsted em 1820. Durante estes experimentos, ele observou que uma junção de metais distintos que produz uma deflexão na agulha magnética de uma bússola quando sujeitos a uma diferença de temperatura. Como Ørsted havia associado a deflexão na bússola à tensão eléctrica gerada num fio em posição transversal, esse efeito ficou conhecido como efeito termoelétrico, cujo potencial depende dos materiais que a compõem e da temperatura a que se encontra. Conhecido como efeito Seebeck, explica o funcionamento do termopar.

## Efeito Seebeck

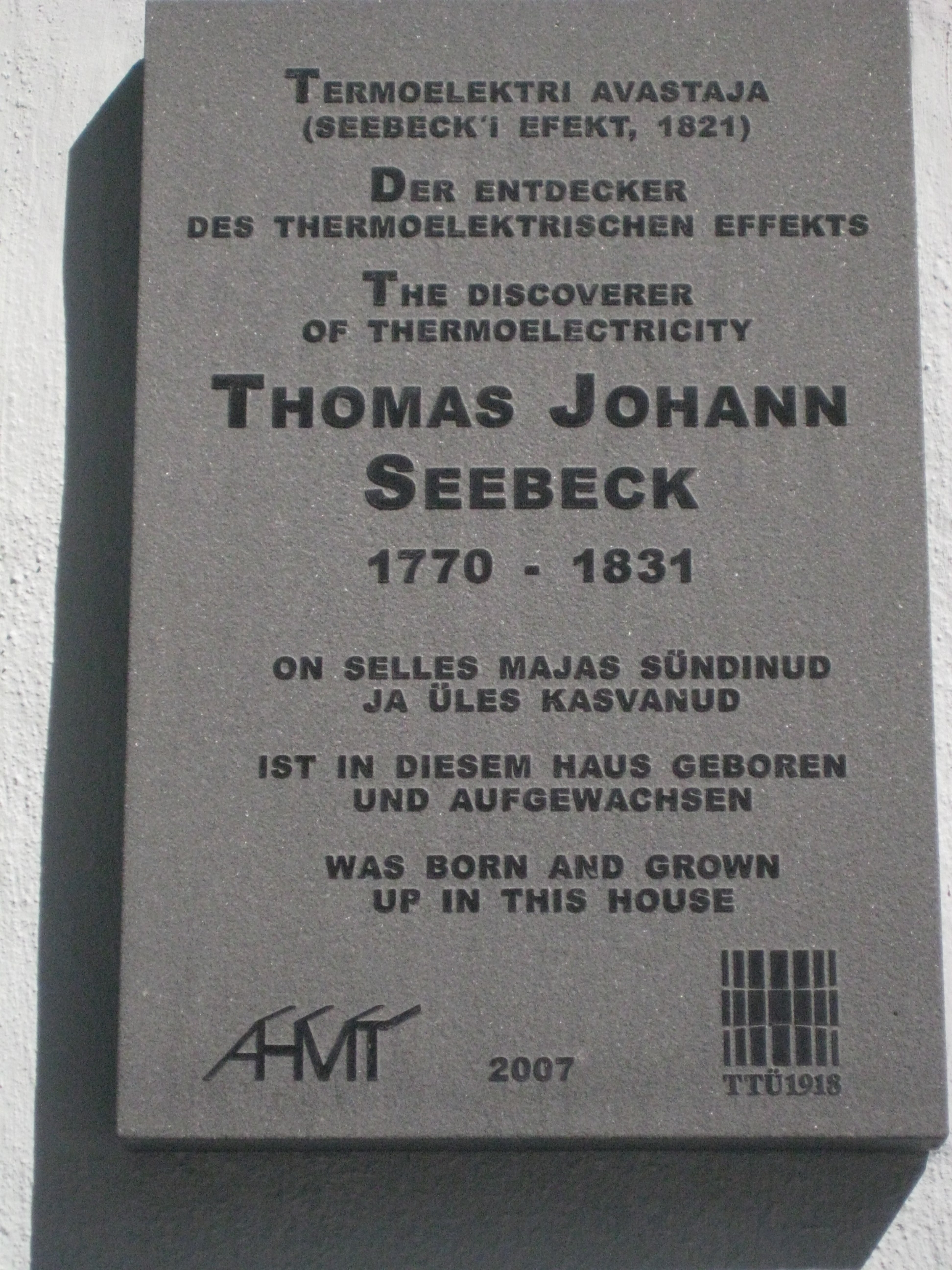
Placa em memória de Seebeck em Tallinn, Estônia

Em 1822, após ter realizado vários experimentos envolvendo correntes voltaicas e magnetismo, Thomas Johann Seebeck observou que um circuito feito com dois metais diferentes, em que as junções se encontravam a temperaturas diferentes, defletiam uma agulha magnética (bússola). Seebeck supôs que o magnetismo era induzido pela diferença de temperatura. Baseado neste resultado, Seebeck elaborou uma tabela correlacionando as junções de diferentes metais à direção (leste ou oeste) que a bússola adquiria. Sua conclusão ao final do trabalho foi em relação à presença de metais no interior da Terra, a existência de vulcões (que ocasionariam uma diferença de temperatura) e o magnetismo terrestre.
Entretanto, durante a década de 1820, havia, no mínimo duas formas diferentes de explicar a relação entre eletricidade e magnetismo. Uma delas estava relacionada à crença na polaridade da Natureza (Naturphilosophie); outra, seguia as concepções newtonianas de atração e forças. Ørsted, Seebeck, Ritter and alguns químicos e físicos alemães acreditavam na polaridade e procuravam por uma relação entre diferentes forças da natureza, como eletricidade, magnetismo, calor, luz e reações químicas. Seguindo as concepções newtonianas estavam André-Marie Ampère e alguns físicos franceses. Ørsted interpretou o experimento de Seebeck como uma relação entre eletricidade, magnetismo e calor e o adotou como uma forma de reforçar sua própria teoria, superando os físicos franceses.

## Publicações (selecionadas)
- Von den Farben und dem Verhalten derselben gegen einander. 1810. (Online)
- Einige neue Versuche und Beobachtungen über Spiegelung und Brechung des Lichtes. 1813. (Online)
- Ueber die ungleiche Erregung der Wärme im prismatischen Sonnenbilde. (Online)
- Ueber den Magnetismus der galvanischen Kette. 1821. (Online)
- Magnetische Polarisation der Metalle und Erze durch Temperatur-Differenz. Engelmann, Leipzig 1895. (Online)